# Pokr Ayrum
Pokr Ayrum är en ort i Armenien.   Den ligger i provinsen Lori, i den norra delen av landet, 110 kilometer norr om huvudstaden Jerevan. Pokr Ayrum ligger 705 meter över havet och antalet invånare är 170.
Terrängen runt Pokr Ayrum är huvudsakligen kuperad, men åt sydväst är den bergig. Närmaste större samhälle är Alaverdi, 12,0 kilometer sydväst om Pokr Ayrum. 
Trakten runt Pokr Ayrum består till största delen av jordbruksmark. Runt Pokr Ayrum är det ganska tätbefolkat, med 83 invånare per kvadratkilometer.